# Ajna

Minh họa Ajna trong Mạn-đà-la

Ajna (tiếng Phạn: आज्ञा, IAST: Ājñā, IPA: [aːɟɲaː]), luân xa guru hay luân xa con mắt thứ ba, là luân xa chính thứ sáu trong cơ thể theo truyền thống của đạo Hindu. Luân xa này được cho là một phần của bộ não mà có thể được trở nên mạnh mẽ hơn thông qua thiền định, yoga và các thực hành tâm linh khác  giống như một cơ bắp. Theo truyền thống Ấn Độ giáo, nó biểu thị tiềm thức, liên kết trực tiếp đến người brahman. Trong khi hai mắt của một người nhìn thế giới vật chất, con mắt thứ ba được cho là tăng khả năng nhìn thấu vạn vật. Luân xa mắt thứ ba được cho là kết nối mọi người với trực giác của họ, cho họ khả năng giao tiếp với thế giới hoặc giúp họ nhận được thông điệp từ quá khứ và tương lai.

## Vị trí
Luân xa Ajna nằm ở trung tâm trán giữa lông mày. Nó không phải là một phần của cơ thể vật lý nhưng được coi là một phần của hệ thống Pranic. Vị trí này làm cho nó trở thành một nơi linh thiêng nơi người theo đạo Hindu áp dụng một bindi vermilion để thể hiện sự tôn kính với nó. Luân xa Ajna tương ứng với tuyến tùng.

## Bề ngoài
Ajna được mô tả là một bông hoa sen trong suốt với hai cánh hoa màu trắng, được cho là đại diện cho nadis (kênh tâm linh) Ida và Pingala, gặp trung tâm Sushumna nadi trước khi vươn lên luân xa vương miện, Sahasrara. Chữ "ham" (हं) được viết bằng màu trắng ở cánh hoa bên trái và đại diện cho Shiva, trong khi chữ "ksham" (B षंषं) được viết bằng màu trắng trên cánh hoa bên phải và đại diện cho Shakti.
Bên trong màng hoa là hakini Shakti. Nó được mô tả với một mặt trăng màu trắng, sáu khuôn mặt và sáu cánh tay đang cầm một cuốn sách, một hộp sọ, một cái trống và một chuỗi tràng hạt, trong khi thực hiện các cử chỉ liên quan đến việc trao tặng những con lợn rừng và xua tan nỗi sợ hãi. Hình tam giác hướng xuống phía trên nó chứa một lingam trắng. Tam giác này, cùng với hoa sen, có thể đại diện cho trí tuệ. Trong một số hệ thống, vị thần Ardhanarishvara, một dạng lưỡng tính Shiva -Shakti, cư trú trong lingam và tượng trưng cho tính hai mặt của chủ thể và đối tượng. Luân xa thứ sáu của cơ thể năng lượng của chúng ta cũng được kết nối với lớp hào quang thứ sáu được gọi là lớp thiên thể của khoa học hào quang.